# Лехнівська сільська рада
| Лехнівська сільська рада — колишній орган місцевого самоврядування у Баришівському районі Київської області з адміністративним центром у с. Лехнівка. Історична дата утворення: в 1943 році. Водоймища на території, підпорядкованій даній раді: річка Недра. Сільській раді підпорядковані населені пункти: - с. Лехнівка |

## Склад ради
Рада складалася з 12 депутатів та голови.

### Керівний склад ради
| ПІБ                         | Основні відомості                                                                  | Дата обрання | Дата звільнення |
| --------------------------- | ---------------------------------------------------------------------------------- | ------------ | --------------- |
| Вірич Антоніна Іванівна     | Сільський голова, 1959 року народження, освіта, член Соціалістичної партії України | 26.03.2006   | 31.10.2010      |
| Гуменюк Володимир Антонович | Сільський голова, 1985 року народження, освіта вища, безпартійний                  | 31.10.2010   |                 |

Примітка: таблиця складена за даними джерела

## Населення
Згідно з переписом УРСР 1989 року чисельність наявного населення сільської ради становила 1549 осіб, з яких 687 чоловіків та 862 жінки.
За переписом населення України 2001 року в сільській раді мешкало 1456 осіб.

### Мова
Розподіл населення за рідною мовою за даними перепису 2001 року:
| Мова       | Відсоток |
| ---------- | -------- |
| українська | 96,84 %  |
| російська  | 3,02 %   |
| білоруська | 0,14 %   |